# Polizeiruf 110: Ihr größter Fall
Ihr größter Fall ist ein deutscher Kriminalfilm von Hans-Erich Viet aus dem Jahr 2000. Der Fernsehfilm erschien als 216. Folge der Filmreihe Polizeiruf 110. Es war der letzte Auftritt von Kurt Böwe als Kriminalkommissar Kurt Groth.

## Handlung
Kriminalhauptkommissar Jens Hinrichs heiratet an der Ostsee seine große Liebe Nina, die hochschwanger ist. Bevor Nina jedoch ihr Ja-Wort geben kann, setzen die Wehen ein und sie wird ins Krankenhaus gebracht, wo sie kurz darauf eine Tochter zur Welt bringt. Hinrichs wiederum kommt nicht zur Ruhe, wurde seinem Vorgesetzten Dr. Stuber doch während der Eheschließung der Wagen gestohlen. Beim Besuch des örtlichen Polizeireviers trifft Hinrichs auf chronisch unterbesetzte Ermittler, die zudem keine Kenntnis von modernen Ermittlungsmethoden haben. Hinrichs gibt erste Hilfestellungen, muss jedoch immer wieder ins Krankenhaus zu Frau und Kind. Er schickt notgedrungen Groth zur Dienststelle, den der Fall jedoch nur wenig zu interessieren scheint. Groth lernt auf der Dienststelle die Dänin Helga Bergen von INTERPOL kennen, die im Rahmen einer Konferenz zu Internationaler Autohehlerei vor Ort ist. Sie zeigt ihm den Aufenthaltsort eines Residenten, der einen Autohandel betreibt, in dem er immer wieder auch gestohlene Wagen exportiert. Hinrichs geht der Spur nach, stellt sich jedoch zunächst ungeschickt an. Er lässt schließlich zwei Wagen des Händlers überprüfen und findet heraus, dass die Wagen zwar offiziell zugelassen wurden, jedoch nie bei ihrem angegebenen Eigentümer landeten. Diese ließen die Wagen gegen Bezahlung der Autoschieber zulassen. Die Bande wiederum stiehlt gleichartige Wagen und präpariert sie wie den einen, der als Prototyp eine Zulassung hat. So können gestohlene Wagen ohne Probleme in die ganze Welt verschoben werden.
Als ein anonymer Anrufer meldet, dass Dr. Stubers Wagen an der Uferpromenade stehe, kann Hinrichs Groth gerade so in Sicherheit bringen: Groth hatte den Wagen geöffnet, der jedoch mit einer Sprengladung versehen war und kurz darauf explodiert. Groth wird verletzt ins Krankenhaus gebracht. Hinrichs vermutet, dass der vor Ort stattfindende internationale Polizistenkongress Ziel des Anschlags war. Er weiß nicht, dass er selbst von der Autoschiebermafia aus dem Weg geräumt werden sollte.
In Polen haben es Ermittler unterdessen auf Cristof Maslowski, den Kopf der Autoschieberbande, abgesehen. Maslowski kann fliehen und begibt sich zu seinem Bruder, der der Resident an der Ostsee ist. Beim Übertritt nach Deutschland wird er von Grenzpolizisten gesehen, die eine Beschreibung des Geländewagens weitergeben, mit dem Maslowski flieht. Den Wagen hatte Hinrichs zuvor beim Residenten überprüfen lassen. Er wird noch einmal gesehen. Ein Zeuge berichtet, wie er von ihm fast von der Straße abgedrängt worden wäre. Hinrichs folgt der Autorichtung und findet so in einer alten LPG das Hauptlager der Autoschieber. Er informiert Dr. Stuber, der das LKA schickt. Auch INTERPOL ist bei der Umstellung und Festnahme der Bande beteiligt. Am Ende stößt auch der aus dem Krankenhaus entlassene Groth mit zum Team. Dr. Stuber wiederum gelingt es durch einen Zufall, den Flüchtigen Maslowski, genannt „der Pate von Wrocław“, zu stellen.
Der Fall ist gelöst und Hinrichs hat nun Zeit, die Eheschließung mit Nina nachzuholen. Groth wiederum wird von Helga Bergen nach Dänemark eingeladen, das er noch nie besucht hat.

## Produktion
Ihr größter Fall wurde an der Ostseeküste, in Bad Doberan sowie in Stettin gedreht. Die Kostüme des Films schuf Katrin Aschendorf, die Filmbauten stammen von Marion Strohschein. Der Film erlebte am 27. Februar 2000 auf Das Erste seine Fernsehpremiere. Die Zuschauerbeteiligung lag bei 20,4 Prozent (7,14 Millionen Zuschauer).
Es war die 216. Folge der Filmreihe Polizeiruf 110. Die Kommissare Hinrichs und Groth ermittelten in ihrem 14. und letzten gemeinsamen Fall. Groth-Darsteller Kurt Böwe verstarb am 14. Juni 2000; Groths Tod wird in der übernächsten Folge Seestück mit Mädchen thematisiert.

## Kritik
„Der Krimi ist zu albern und klischeehaft, um gut zu sein, und doch nicht albern und klischeehaft genug, um witzig zu sein“, schrieb Die Welt, und nannte die Darsteller Böwe, Steimle und Berg die einzigen Lichtblicke des Films. „Die Geschichte strotzte derart von Stereotypen, dass sich praktisch jede Wendung vorhersagen ließ“, befand die Mitteldeutsche Zeitung; Ihr größter Fall sei ein „aus sattsam bekannten Versatzstücken zusammengeschusterte[r] Polizeiruf“. Für die Sächsische Zeitung hatte „die durchaus launige Geschichte […] um die beiden Protagonisten [Hinrichs und Groth] eher das Zeug zu einer guten Krimi-Persiflage“, wobei handwerkliche Ungereimtheiten störend wirkten.
Ein „etwas schwacher Fall“ des verstorbenen Kurt Böwe fasste die TV Spielfilm zusammen. „Nach dem Ende des Films […] fragte man sich, wieso das Stellen einer polnischen Autoschieberbande der größte Fall in der Karriere von Hinrichs und Groth gewesen sein sollte“, fragte die Leipziger Volkszeitung im Hinblick auf den Folgen-Titel. Kurt Böwe werde im Film zu einem „Edelstatisten“ degradiert, der unmotiviert mit Helga Bergen flirte. Ähnlich urteilte der Südkurier, werde Groth im Film doch „eher zu einem verliebt grinsenden Honigkuchenpferd degradiert“. Ihr größter Fall sei „Stückwerk mit interessanten Ansätzen“.